# Eurytoma imago
Eurytoma imago är en stekelart som beskrevs av Bugbee 1945. Eurytoma imago ingår i släktet Eurytoma och familjen kragglanssteklar. Inga underarter finns listade i Catalogue of Life.